# Samantha Eggar
Victoria Louise Samantha Marie Elizabeth Therese Eggar (Londra, 5 marzo 1939) è un'attrice britannica.

## Biografia
È la figlia di Ralph Alfred James Eggar, brigadiere dell'esercito britannico, e di Muriel Olga Palache-Bouma, di origini olandesi e portoghesi.
Esordisce al cinema nel 1962 con The Wild and the Willing di Ralph Thomas. Per la sua interpretazione nel film Il collezionista (1965) di William Wyler, con Terence Stamp, vince il Prix d'interprétation féminine al Festival di Cannes 1965 ed il Golden Globe per la migliore attrice in un film drammatico nel 1966. Raggiunse l'apice della sua carriera cinematografica tra la seconda metà degli anni sessanta e l'inizio dei settanta.
Tra i suoi film più noti si segnalano Cammina, non correre (1966) di Charles Walters, accanto a Cary Grant, Il favoloso dottor Dolittle (1967) di Richard Fleischer, La ragazza con il bastone (1970) di Eric Till, I cospiratori (1970) di Martin Ritt, L'etrusco uccide ancora (1972) di Armando Crispino e Sherlock Holmes: soluzione settepercento (1976) di Herbert Ross. Nel 1971 affianca Kirk Douglas e Yul Brynner in Il faro in capo al mondo di Kevin Billington, tratto dall'omonimo romanzo di Jules Verne. In seguito ha privilegiato le produzioni sul piccolo schermo, ove era già apparsa sin dal 1961.

## Vita privata
È stata la moglie dell'attore Tom Stern, dal quale ha avuto due figli: Jenna e Nicolas.

## Filmografia

### Attrice

#### Cinema
- The Wild and the Willing, regia di Ralph Thomas (1962)
- Dottore nei guai (Doctor in Distress), regia di Ralph Thomas (1963)
- Dr. Crippen, regia di Robert Lynn (1963)
- Psyche 59, regia di Alexander Singer (1964)
- Il collezionista (The Collector), regia di William Wyler (1965)
- Dimensione della paura (Return from the Ashes), regia di J. Lee Thompson (1965)
- Cammina, non correre (Walk Don't Run), regia di Charles Walters (1966)
- Il favoloso dottor Dolittle (Doctor Dolittle), regia di Richard Fleischer (1967)
- I cospiratori (The Molly Maguires), regia di Martin Ritt (1970)
- La ragazza con il bastone (The Walking Stick), regia di Eric Till (1970)
- La signora dell'auto con gli occhiali e un fucile (The Lady in the Car with Glasses and a Gun), regia di Anatole Litvak (1970)
- Il faro in capo al mondo (The Light at the Edge of the World), regia di Kevin Billington (1971)
- L'etrusco uccide ancora, regia di Armando Crispino (1972)
- A Name for Evil, regia di Bernard Girard (1973)
- Sherlock Holmes: soluzione settepercento (The Seven-Per-Cent Solution), regia di Herbert Ross (1976)
- Welcome to Blood City, regia di Peter Sasdy (1977)
- Why Shoot the Teacher?, regia di Silvio Narizzano (1977)
- Artigli (The Uncanny), regia di Denis Héroux (1977)
- Il grande attacco, regia di Umberto Lenzi (1978)
- Brood - La covata malefica (The Brood), regia di David Cronenberg (1979)
- Exterminator (The Exterminator), regia di James Glickenhaus (1980)
- Demonoid: Messenger of Death, regia di Alfredo Zacarías (1981)
- The Hot Touch, regia di Roger Vadim (1981)
- La maschera del terrore (Curtains), regia di Richard Ciupka (1983)
- Ragin' Cajun, regia di William Byron Hillman (1991)
- Amici per la vita (Dark Horse), regia di David Hemmings (1992)
- Round Numbers, regia di Nancy Zala (1992)
- Attenzioni inevitabili (Inevitable Grace), regia di Alex Monty Canawati (1994)
- The Phantom, regia di Simon Wincer (1996)
- The Astronaut's Wife - La moglie dell'astronauta (The Astronaut's Wife), regia di Rand Ravich (1999)

#### Televisione
- Rob Roy – serie TV, 5 episodi (1961)
- Rendezvous – serie TV, 1 episodio (1961)
- BBC Sunday-Night Play – serie TV, 1 episodio (1962)
- ITV Television Playhouse – serie TV, 1 episodio (1963)
- Ghost Squad – serie TV, 1 episodio (1963)
- ITV Play of the Week – serie TV, 1 episodio (1963)
- Il Santo (The Saint) – serie TV, 1 episodio (1963)
- Anna ed io (Anna and the King) – serie TV, 13 episodi (1972)
- Doppia indennità (Double Indemnity), regia di Jack Smight – film TV (1973)
- Love Story – serie TV, 1 episodio (1973)
- The Man of Destiny, regia di Joseph Hardy – film TV (1973)
- Ospitalità a gentili passanti (All the Kind Strangers), regia di Burt Kennedy – film TV (1974)
- Lucas Tanner – serie TV, 1 episodio (1975)
- The Legendary Curse of the Hope Diamond, regia di Delbert Mann – film TV (1975)
- The Hemingway Play, regia di Don Taylor – film TV (1976)
- Caccia ai killers (The Killer Who Wouldn't Die), regia di William Hale – film TV (1976)
- Baretta – serie TV, 1 episodio (1976)
- Colombo (Columbo) – serie TV, episodio 6x03 (1977)
- Starsky & Hutch – serie TV, 1 episodio (1977)
- In casa Lawrence (Family) – serie TV, 1 episodio (1977)
- Ziegfeld e le sue follie (Ziegfeld: The Man and His Women), regia di Buzz Kulik – miniserie TV (1978)
- Hawaii Squadra Cinque Zero (Hawaii Five-O) – serie TV, 1 episodio (1978)
- Fantasilandia (Fantasy Island) – serie TV, 2 episodi (1978-1979)
- Tales of the Unexpected, regia di Paul Annett, Ray Danton, Gordon Hessler e Norman Lloyd – film TV (1979)
- Hagen – serie TV, 1 episodio (1980)
- Luna di miele (Aloha Paradise) – serie TV, 1 episodio (1981)
- Falcon Crest – serie TV, 1 episodio (1981)
- Love Boat (The Love Boat) – serie TV, 2 episodi (1979-1981)
- La camera oscura (Darkroom) – serie TV, 1 episodio (1982)
- La rosa d'Inghilterra (For the Term of His Natural Life), regia di Rob Stewart – miniserie TV (1983)
- Cuore e batticuore (Hart to Hart) – serie TV, 1 episodio (1983)
- La signora in giallo (Murder, She Wrote) – serie TV, episodio 1x03 (1984)
- Magnum, P.I. – serie TV, 1 episodio (1984)
- Detective per amore (Finder of Lost Loves) – serie TV, 1 episodio (1985)
- Il brivido dell'imprevisto (Tales of the Unexpected) – serie TV, 1 episodio (1985)
- George Burns Comedy Week – serie TV, 1 episodio (1985)
- Hotel – serie TV, 1 episodio (1985)
- Fuorilegge (Outlaws) – serie TV, 1 episodio (1987)
- Amore tra ladri (Love Among Thieves), regia di Roger Young – film TV (1987)
- Stingray – serie TV, 1 episodio (1987)
- Alfred Hitchcock presenta (Alfred Hitchcock Presents) – serie TV, 1 episodio (1987)
- Scuola di football (1st & Ten) – serie TV, 1 episodio (1988)
- Disneyland – serie TV, 1 episodio (1988)
- Heartbeat – serie TV, 1 episodio (1989)
- Matlock – serie TV, 1 episodio (1990)
- Un fantasma a Monte Carlo (A Ghost in Monte Carlo), regia di John Hough – film TV (1990)
- Star Trek: The Next Generation – serie TV, episodio 4x02 (1990)
- Mann & Machine – serie TV, 1 episodio (1992)
- Avvocati a Los Angeles (L.A. Law) – serie TV, 1 episodio (1993)
- Una vita in pericolo (A Case for Murder), regia di Duncan Gibbins – film TV (1993)
- The Secrets of Lake Success, regia di Peter Ellis, Jonathan Sanger e Arthur Allan Seidelman – miniserie TV (1993)
- ABC Weekend Specials – serie TV, 1 episodio (1994)
- La legge di Burke (Burke's Law) – serie TV, 1 episodio (1995)
- Una vita per ricominciare (Everything to Gain), regia di Michael Miller – film TV (1996)
- Corwin, regia di Les Guthman – film TV (1996)
- Loss of Faith, regia di Allan A. Goldstein – film TV (1997)
- La valle dei pini (All My Children) – serie TV, 1 episodio (2000)
- She Spies – serie TV, 1 episodio (2003)
- Cold Case - Delitti irrisolti (Cold Case) – serie TV, 1 episodio (2004)
- Una donna alla Casa Bianca (Commander in Chief) – serie TV, 9 episodi (2005-2006)
- Mental – serie TV, 2 episodi (2009)
- Le nove vite di Chloe King (The Nine Lives of Chloe King) – serie TV, 1 episodio (2011)

### Doppiatrice
- Principe Valiant (The Legend of Prince Valiant) - serie TV, 65 episodi (1991-1993)
- P.J. Sparkles, regia di Pamela Hickey e Dennys McCoy - film TV (1992)
- Die Abenteuer von Pico und Columbus, regia di Michael Schoemann - film TV (1992)
- Hercules, regia di Ron Clements e John Musker (1997)
- Hercules - serie TV, 6 episodi (1998-1999)
- Metalocalypse - serie TV, 2 episodi (2012)

## Riconoscimenti
- Premio Oscar
  - 1966 – Candidatura alla miglior attrice per Il collezionista
- Golden Globe
  - 1966 – Migliore attrice in un film drammatico per Il collezionista

## Doppiatrici italiane
Nelle versioni in italiano delle opere in cui ha recitato, Samantha Eggar è stata doppiata da:
- Maria Pia Di Meo ne Il collezionista, Cammina, non correre, Il favoloso dottor Dolittle (dialoghi), Alfred Hitchcock presenta
- Ada Maria Serra Zanetti ne La maschera del terrore, Una donna alla Casa Bianca
- Aurora Cancian in Anna ed io, Detective per amore
- Lorenza Biella ne L'etrusco uccide ancora, Mental
- Tina Centi ne Il favoloso dottor Dolittle (canto)
- Roberta Greganti in Colombo
- Rita Savagnone ne La ragazza con il bastone
- Germana Dominici in Starsky & Hutch
- Melina Martello in Sherlock Holmes: soluzione settepercento
- Serena Spaziani in Fantasilandia
- Vittoria Febbi ne Il grande attacco
- Marzia Ubaldi in Brood - La covata malefica
- Franca De Stradis in Cuore e batticuore
- Maria Teresa Letizia in Magnum, P.I.
- Lella Costa ne La rosa d'Inghilterra
- Alba Cardilli ne La signora in giallo
- Flaminia Jandolo in Matlock
- Paila Pavese in Un fantasma a Monte Carlo
- Stefanella Marrama in Round Numbers
- Angiola Baggi in Cold Case - Delitti irrisolti

Da doppiatrice è sostituita da:
- Caterina Rochira in Principe Valiant
- Aurora Cancian in Hercules